# Púrpura de bromocresol

La Púrpura de bromocresol es un  indicador orgánico para valoración ácido-base.
Su intervalo de transición de pH oscila entre 5.2 y 6.8, variando de amarillo a púrpura en el rango mencionado.

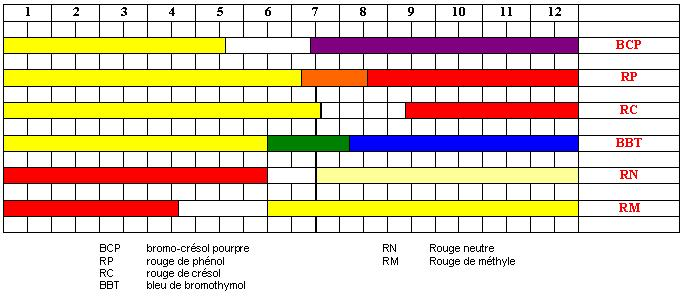
En la tabla se muestra el rango de viraje para algunos indicadores, encontrando en la fila (BCP) el correspondiente para Púrpura de bromocresol

## Usos
Es utilizada en análisis de laboratorio para pigmentar albúminas dado que colorea a esta proteína de manera de poder determinar su absorbancia, de hecho, el púrpura de bromocresol constituye un colorante específico para la albúmina de origen animal.
Asimismo, es empleada en controles microbiológicos de  alimentos, específicamente para preparar medios de cultivo. En este tipo de análisis, el reactivo se implementa para el análisis de muestras de carbohidratos, preparando una solución a base del material a analizar, el cual se mezcla con peptona y se adiciona posteriormente púrpura de bromocresol.